# 加藤迪
加藤 迪（かとう すすむ、1987年10月11日 - ）は日本で活動するミュージカル俳優である。北海道釧路市出身。劇団四季所属。

## 来歴
小学生の頃から野球を始め、中学と高校時代は野球部に所属し野球に打ち込む毎日だった。3年生のときにクレイジーフォーユー釧路公演を観劇したのをきっかけに劇団四季への入団を決意し、2006年に上京しアルバイトとレッスンを平行しながら2007年に四季のオーディションに合格した。2008年に劇団四季研究所に入所し同年ライオンキングのアンサンブル役で初舞台出演を果たした。

## 人物
前述のとおり野球経験者であり、劇団四季が参加する始球式では過去に2回登板している。
2024年には、広島東洋カープ本拠地開幕戦で国歌独唱を務める。

## 主な出演
- ライオンキング（アンサンブル）
- 春のめざめ（オットー）
- はだかの王様（運動大臣アロハ）
- ドリーミング（アンサンブル）
- エビータ (ミュージカル)（アンサンブル）
- ガンバの大冒険(ガンバ、ヨイショ)
- ソング&ダンス60 ようこそ劇場へ
- 人間になりたがった猫 (スワガード)
- キャッツ(マンカストラップ)
- パリのアメリカ人(アンリ・ボーレル)
- オペラ座の怪人(ラウル・シャニュイ子爵)
- ノートルダムの鐘(フィーバス)
- ジーザス・クライスト・スーパースター(ジーザス・クライスト)
- ゴースト＆レディ(グレイ)